# Omens (álbum de A Hill to Die Upon)
Omens es el segundo álbum de la banda A Hill to Die Upon.

## Lista de canciones
1. Darkness That Can Be Felt - 04:53
2. The Perfection of Evil - 03:44
3. Adept in Divinity - 03:02
4. The Chant of Mighty Offspring - 02:55
5. Heka Primus (Ordo Norma Mysterium) - 03:00
6. I Come As Black Fire - 05:24
7. Nehushtan - 01:47
8. May the Thing be Destroyed - 04:14
9. Satan, Your Kingdom must come Down - 02:44
10. Ancient Enemy of Death - 05:10

## Miembros
- Adam Cook -  Guitarra, vocalista, bajo.
- Elisha Mullins - Guitarra
- Michael Cook - Batería